# What If We

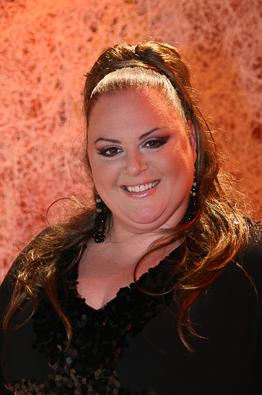
Chiara Siracusa

What If We är en sång skriven av de belgiska textförfattarna Marc Paelinck och Gregory Bilsen  och inspelad samt framförd av den maltesiska sångerskan Chiara. Sången vann den maltesiska uttagningen till Eurovision Song Contest 2009 och fick representera landet i tävlingen i Moskva. Den tävlade i den första semifinalen och tog sig därifrån till finalen och efter omröstningen slutade bidraget på 22:a plats.   